# Quentovic
Quentovic (dannet af Quentia, det latinske navn for floden Canche, og vicus) var en handelsplads i Frankrig under Frankerriget beliggende på den sydlige bred af den flod, stedet fik navn efter, og et vigtigt møntsted. Den var beliggende på den sydlige bred af Canche, neden for Montreuil-sur-Mer.
Quentovic opstod allerede i 600-tallet og havde sin blomstringstid omkring 700-850.
Stedet spillede en rolle for handel og udmøntning, men havde tillige en vis fremstilling af lertøj, tekstiler, ben-, horn-, glas- og metalvarer.
I 842 blev Quentovic plyndret af vikinger, men stedet overlevede og mistede først betydning efter, at kongerne mistede magt fra omkring år 900 og muligvis i forbindelse med opkomsten af Montreuil.

## Placering
I 2004, lykkedes det for første gang at lokalisere ruiner ved La Calotterie, mellem Montreuil-sur-Mer og Étaples-sur-Mer, på mont de Beck, Visemaretz.